# لین یانفن
لین یانفن (انگلیسی: Lin Yanfen؛ زادهٔ ۴ ژانویهٔ ۱۹۷۰) بدمینتون‌باز اهل چین است.